# Baquero

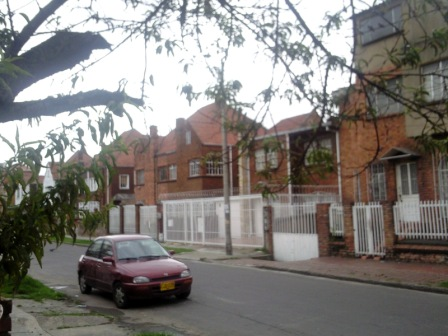
Carrera 21 a la altura de la calle 63B

Baquero es un barrio de la ciudad de Bogotá, ubicado entre las calles 63 o avenida José Celestino Mutis y la 64, entre carreras 17 y 21. Pertenece a la localidad número 12, Barrios Unidos. Es de uso residencial y comercial de estrato 3, en su mayoría conformado por casas de los años 40, de estilo victoriano. 

## Límites
- Norte, con el barrio Rafael Uribe, de la misma localidad.
- Este, con el barrio La Esperanza, de la misma localidad.
- Sur, con el barrio San Luis, de la localidad Teusaquillo.
- Occidente, con el barrio Muequetá, de la misma localidad.

## Sitios de interés
- Parroquia Santa Teresa de Ávila - calle 63A con cra 18.
- Estación de servicio Biomax - Calle 63 con cra. 20
- Institución Educativa Distrital Colegio Heladia Mejía Sede B (Básica Primaria) en la calle 64 No 20-21
- Parque distrital Barrio Baquero - Calle 63d con cra. 19.
- Parqueadero Supermercado Olimpica - calle 63a con cra. 17
- Iglesia Cristiana de Barrios Unidos - Entre sus Brazos - Cra 20 # 63c -39

- Datos: Q5719192